# USS Bainbridge (DDG-96)
USS Bainbridge (DDG-96) — ескадрений міноносець КРО типу «Арлі Берк» ВМС США, серії IIa з 127/62-мм АУ. Сорок шостий корабель цього типу в складі ВМС, будівництво яких було схвалено Конгресом США. Порт приписки військово-морська база Норфолк, штат Вірджинія.

## Назва
Корабель названий на честь Комадора ВМС США Вільяма Бейнбріджа (1774—1833). Під час своєї тривалої кар'єри в американському військово-морському флоті він служив при шести президентах, починаючи з Джона Адамса, і відзначився своїми численними перемогами в морі. Він командував кількома відомими військово-морськими кораблями, включаючи USS Constitution і USS Philadelphia, брав участь у Берберійській війні та англо-американській війні (1812—1815).

## Будівництво
Контракт на будівництво есмінця був підписаний 6 березня 1998 року з суднобудівною компанією Bath Iron Works, яка розташована на річці Кеннебек в Баті, штат Мен. Церемонія закладання кіля відбулася 7 травня 2003 року. 13 листопада 2004 року відбулася церемонія хрещення. Хрещеною корабля стала Сьюзан Бейнбрідж Хей, пра-пра-правнучка Вільяма Бейнбріджа, в честь якого названий корабель. 30 листопада була спущений на воду. 12 листопада 2005 року був введений в експлуатацію.

## Бойова служба
Корабль активно експлуатується у розгортаннях в зоні відповідальності 5-го і 6-го флотів ВМС США.
В складі SNMG1 (Standing NATO Maritime Groupe 1 — Постійної Морської Групи НАТО 1) брав участь у пошуково-рятувальній операції на початку жовтня 2007 біля острова Джебель ат-Тайр після виверження вулкана.
В квітні 2009 року есмінець в зоні аденської протоки спостерігав за контейнеровозом «Maersk Alabama», який напередодні захопили сомалійські пірати. Звільнення екіпажу та  капітана «Maersk Alabama» було здійснено екіпажем Бейнбріджа через чотири дні 12 квітня. Троє з чотирьох піратів були застрелені снайперами з команди ВПС США.
1 червня 2018 року прибув з дводенним візитом в порт Клайпеда (Литва), перш ніж взяти участь у маневрах «Baltops 2018». 15 червня прибув в Кіль (Німеччина), для участі в Кільскому тижні 2018.

## Цікаві факти
Історія  інциденту  із захопленням контейнеровоза «Maersk Alabama» була показана в кінофільмі 2013 року під назвою Капітан Філіпс, в якому знявся Том Хенкс. Роль есмінця  Bainbridge (DDG-96) в фільмі зіграв інший есмінець цього типу Truxtun (DDG-103).